# 2024-es Formula–E Sanghaj nagydíj
A 2024-es Formula–E Sanghaj nagydíj egy két fordulóból álló versenyhétvége volt, amelyet május 25-én és 26-án rendezték meg a Shanghai International Circuit-en. Ezek a futamok voltak a 2023-2024-es szezon tizenegyedik és tizenkettedik futama. Az első versenyt Mitch Evans, míg a másodikat António Félix da Costa nyerte meg.

## 1. verseny

### 1. szabadedzés
| Poz. | #  | Versenyző              | Csapat                           | Idő      | Különbség |
| ---- | -- | ---------------------- | -------------------------------- | -------- | --------- |
| 1    | 9  | Mitch Evans            | Jaguar TCS Racing                | 1:13:215 | N/A       |
| 2    | 17 | Norman Nato            | Andretti Formula E               | 1:13:240 | + 00:025  |
| 3    | 25 | Jean-Éric Vergne       | DS Penske                        | 1:13:274 | + 00:059  |
| 4    | 5  | Jake Hughes            | NEOM Mclaren Formula E Team      | 1:13:281 | + 00:066  |
| 5    | 22 | Oliver Rowland         | Nissan Formula E Team            | 1:13:287 | + 00:072  |
| 6    | 13 | António Félix da Costa | TAG Heuer Porsche Formula E Team | 1:13:352 | + 00:137  |
| 7    | 33 | Dan Ticktum            | ERT Formula E Team               | 1:13:392 | + 00:177  |
| 8    | 4  | Robin Frijns           | Envision Racing                  | 1:13:418 | + 00:203  |
| 9    | 94 | Pascal Wehrlein        | TAG Heuer Porsche Formula E Team | 1:13:436 | + 00:221  |
| 10   | 11 | Lucas di Grassi        | ABT CUPRA Formula E Team         | 1:13:457 | + 00:242  |
| 11   | 37 | Nick Cassidy           | Jaguar TCS Racing                | 1:13:494 | + 00:279  |
| 12   | 51 | Nico Müller            | ABT CUPRA Formula E Team         | 1:13:506 | + 00:291  |
| 13   | 7  | Maximilian Günther     | Maserati MSG Racing              | 1:13:521 | + 00:306  |
| 14   | 1  | Jake Dennis            | Andretti Formula E               | 1:13:523 | + 00:308  |
| 15   | 21 | Nyck de Vries          | Mahindra Racing                  | 1:13:530 | + 00:315  |
| 16   | 5  | Sam Bird               | NEOM McLaren Formula E Team      | 1:13:558 | + 00:343  |
| 17   | 2  | Stoffel Vandoorne      | DS Penske                        | 1:13:640 | + 00:425  |
| 18   | 48 | Edoardo Mortara        | Mahindra Racing                  | 1:13:641 | + 00:426  |
| 19   | 16 | Sébastien Buemi        | Envision Racing                  | 1:13:720 | + 00:505  |
| 20   | 18 | Jehan Daruvala         | Maserati MSG Racing              | 1:13:754 | + 00:539  |
| 21   | 23 | Sacha Fenestraz        | Nissan Formula E Team            | 1:13:802 | + 00:587  |
| 22   | 3  | Sérgio Sette Câmara    | ERT Formula E Team               | 1:13:806 | + 00:591  |

### 2. szabadedzés
| Poz. | #  | Versenyző              | Csapat                           | Idő      | Különbség |
| ---- | -- | ---------------------- | -------------------------------- | -------- | --------- |
| 1    | 17 | Norman Nato            | Andretti Formula E               | 1:13.430 | N/A       |
| 2    | 25 | Jean-Éric Vergne       | DS Penske                        | 1:13.430 | + 0.000   |
| 3    | 94 | Pascal Wehrlein        | TAG Heuer Porsche Formula E Team | 1:13.443 | + 0.013   |
| 4    | 2  | Stoffel Vandoorne      | DS Penske                        | 1:13.535 | + 0.105   |
| 5    | 21 | Nyck de Vries          | Mahindra Racing                  | 1:13.550 | + 0.120   |
| 6    | 23 | Sacha Fenestraz        | Nissan Formula E Team            | 1:13.552 | + 0.122   |
| 7    | 13 | António Félix da Costa | TAG Heuer Porsche Formula E Team | 1:13.561 | + 0.131   |
| 8    | 4  | Robin Frijns           | Envision Racing                  | 1:13.615 | + 0.185   |
| 9    | 37 | Nick Cassidy           | Jaguar TCS Racing                | 1:13.634 | + 0.204   |
| 10   | 7  | Maximilian Günther     | Maserati MSG Racing              | 1:13.647 | + 0.217   |
| 11   | 51 | Nico Müller            | ABT CUPRA Formula E Team         | 1:13.657 | + 0.227   |
| 12   | 9  | Mitch Evans            | Jaguar TCS Racing                | 1:13.681 | + 0.251   |
| 13   | 1  | Jake Dennis            | Andretti Formula E               | 1:13.686 | + 0.256   |
| 14   | 16 | Sébastien Buemi        | Envision Racing                  | 1:13.696 | + 0.266   |
| 15   | 11 | Lucas di Grassi        | ABT CUPRA Formula E Team         | 1:13.746 | + 0.316   |
| 16   | 22 | Oliver Rowland         | Nissan Formula E Team            | 1:13.756 | + 0.326   |
| 17   | 33 | Dan Ticktum            | ERT Formula E Team               | 1:13.821 | + 0.391   |
| 18   | 3  | Sérgio Sette Câmara    | ERT Formula E Team               | 1:13.875 | + 0.445   |
| 19   | 48 | Edoardo Mortara        | Mahindra Racing                  | 1:13.908 | + 0.478   |
| 20   | 18 | Jehan Daruvala         | Maserati MSG Racing              | 1:13.964 | + 0.534   |
| 21   | 8  | Sam Bird               | NEOM McLaren Formula E Team      | 1:13.994 | + 0.564   |
| 22   | 5  | Jake Hughes            | NEOM McLaren Formula E Team      | 1:14.002 | + 0.572   |

### Időmérő
Formula E-s időmérős formátum: A csoportból az első 4 jut tovább a párbajba. A csoportba a világbajnoki tabella alapján kerülnek be a versenyzők, a páratlanok az A, míg a páros helyezettek a B csoportba kerülnek. A csoportkörben a versenyzők maximum 300kW energiát használhatnak fel, míg a párbajok során ez a szám 350kW-ra emelkedik. Aki megszerzi az első rajtkockát, 3 világbajnoki pontot szerez.

#### Csoportkör

##### A csoport
| Poz. | #  | Versenyző          | Csapat                   | Idő      | Különbség |
| ---- | -- | ------------------ | ------------------------ | -------- | --------- |
| 1    | 2  | Stoffel Vandoorne  | DS Penske                | 1:14:242 | N/A       |
| 2    | 22 | Oliver Rowland     | Nissan Formula E Team    | 1:14:252 | + 00:010  |
| 3    | 17 | Norman Nato        | Andretti Formula E       | 1:14:300 | + 00:058  |
| 4    | 9  | Mitch Evans        | Jaguar TCS Racing        | 1:14:307 | + 00:065  |
|      |    |                    |                          |          |           |
| 5    | 37 | Nick Cassidy       | Jaguar TCS Racing        | 1:14:316 | + 00:074  |
| 6    | 16 | Sébastien Buemi    | Envision Racing          | 1:14:367 | + 00:125  |
| 7    | 7  | Maximilian Günther | Maserati MSG Racing      | 1:14:384 | + 00:142  |
| 8    | 11 | Lucas di Grassi    | ABT CUPRA Formula E Team | 1:14:384 | + 00:142  |
| 9    | 33 | Dan Ticktum        | ERT Formula E Team       | 1:14:481 | + 00:239  |
| 10   | 18 | Jehan Daruvala     | Maserati MSG Racing      | 1:14:494 | + 00:252  |
| 11   | 23 | Sacha Fenestraz    | Nissan Formula E Team    | 1:14:520 | + 00:278  |

##### B csoport
| Poz. | #  | Versenyző              | Csapat                          | Idő      | Különbség |
| ---- | -- | ---------------------- | ------------------------------- | -------- | --------- |
| 1    | 5  | Jake Hughes            | NEOM McLaren Formula E Team     | 1:14:140 | N/A       |
| 2    | 25 | Jean-Éric Vergne       | DS Penske                       | 1:14:144 | + 00:004  |
| 3    | 13 | António Félix da Costa | TAG Heuer Posche Formula E Team | 1:14:241 | + 00:101  |
| 4    | 94 | Pascal Wehrlein        | TAG Heuer Posche Formula E Team | 1:14:246 | + 00:106  |
|      |    |                        |                                 |          |           |
| 5    | 4  | Robin Frijns           | Envision Racing                 | 1:14:336 | + 00:196  |
| 6    | 1  | Jake Dennis            | Andretti Formula E              | 1:14:459 | + 00:319  |
| 7    | 21 | Nyck de Vries          | Mahindra Racing                 | 1:14:523 | + 00:383  |
| 8    | 51 | Nico Müller            | ABT CUPRA Formula E Team        | 1:14:530 | + 00:390  |
| 9    | 3  | Sérgio Sette Câmara    | ERT Formula E Team              | 1:14:580 | + 00:440  |
| 10   | 8  | Sam Bird               | NEOM McLaren Formula E Team     | 1:14:601 | + 00:461  |
| 11   | 48 | Edoardo Mortara        | Mahindra Racing                 | 1:15:006 | + 00:866  |

#### Párbaj
|  | Negyeddöntő | Negyeddöntő            | Negyeddöntő            |                  |  | Középdöntő | Középdöntő | Középdöntő |  |  | Döntő | Döntő | Döntő |  |
|  |             |                        |                        |                  |  |            |            |            |  |  |       |       |       |  |
|  | A2          | Oliver Rowland         | Oliver Rowland         |                  |  |            |            |            |  |  |       |       |       |  |
|  | A2          | Oliver Rowland         | Oliver Rowland         |                  |  |            |            |            |  |  |       |       |       |  |
|  | A3          | Norman Nato            | Norman Nato            |                  |  |            |            |            |  |  |       |       |       |  |
|  | A3          | Norman Nato            | Norman Nato            | Oliver Rowland   |  |            |            |            |  |  |       |       |       |  |
|  |             |                        |                        |                  |  |            |            |            |  |  |       |       |       |  |
|  |             |                        | Mitch Evans            |                  |  |            |            |            |  |  |       |       |       |  |
|  | A1          | Mitch Evans            | Mitch Evans            |                  |  |            |            |            |  |  |       |       |       |  |
|  | A1          | Mitch Evans            | Mitch Evans            |                  |  |            |            |            |  |  |       |       |       |  |
|  | A4          | Stoffel Vandoorne      | Stoffel Vandoorne      |                  |  |            |            |            |  |  |       |       |       |  |
|  | A4          | Stoffel Vandoorne      | Stoffel Vandoorne      | Jean-Éric Vergne |  |            |            |            |  |  |       |       |       |  |
|  |             |                        |                        |                  |  |            |            |            |  |  |       |       |       |  |
|  |             |                        | Oliver Rowland         |                  |  |            |            |            |  |  |       |       |       |  |
|  | B2          | Jean-Éric Vergne       | Jean-Éric Vergne       |                  |  |            |            |            |  |  |       |       |       |  |
|  | B2          | Jean-Éric Vergne       | Jean-Éric Vergne       |                  |  |            |            |            |  |  |       |       |       |  |
|  | B3          | António Félix da Costa | António Félix da Costa |                  |  |            |            |            |  |  |       |       |       |  |
|  | B3          | António Félix da Costa | António Félix da Costa | Jean-Éric Vergne |  |            |            |            |  |  |       |       |       |  |
|  |             |                        |                        |                  |  |            |            |            |  |  |       |       |       |  |
|  |             |                        | Jake Hughes            |                  |  |            |            |            |  |  |       |       |       |  |
|  | B1          | Pascal Wehrlein        | Pascal Wehrlein        |                  |  |            |            |            |  |  |       |       |       |  |
|  | B1          | Pascal Wehrlein        | Pascal Wehrlein        |                  |  |            |            |            |  |  |       |       |       |  |
|  | B4          | Jake Hughes            | Jake Hughes            |                  |  |            |            |            |  |  |       |       |       |  |

#### Időmérő eredményének összefoglalója
| Poz. | #  | Versenyző              | Csapat    | A        | B        | ND       | KD       | D        | Rajtrács |
| ---- | -- | ---------------------- | --------- | -------- | -------- | -------- | -------- | -------- | -------- |
| 1.   | 25 | Jean-Éric Vergne       | DS Penske | N/A      | 1:14:144 | 1:13:687 | 1:13:471 | 1:13:322 | 1.       |
| 2.   | 23 | Oliver Rowland         | Nissan    | 1:14:252 | N/A      | 1:13:756 | 1:13:358 | 1:13:360 | 2.       |
| 3.   | 9  | Mitch Evans            | Jaguar    | 1:14:307 | N/A      | 1:13:565 | 1:13:359 | N/A      | 3.       |
| 4.   | 94 | Pascal Wehrlein        | Porsche   | N/A      | 1:14:246 | 1:13:449 | 1:13:624 | N/A      | 4.       |
| 5.   | 8  | Jake Hughes            | McLaren   | N/A      | 1:14:140 | 1:13:483 | N/A      | N/A      | 5.       |
| 6.   | 13 | António Félix da Costa | Porsche   | N/A      | 1:14:241 | 1:13:693 | N/A      | N/A      | 6.       |
| 7.   | 17 | Norman Nato            | Andretti  | 1:14:300 | N/A      | 1:13:824 | N/A      | N/A      | 7.       |
| 8.   | 2  | Stoffel Vandoorne      | DS Penske | 1:14:242 | N/A      | 1:13:861 | N/A      | N/A      | 8.       |
| 9.   | 4  | Robin Frijns           | Envision  | N/A      | 1:14:336 | N/A      | N/A      | N/A      | 9.       |
| 10.  | 37 | Nick Cassidy           | Jaguar    | 1:14:316 | N/A      | N/A      | N/A      | N/A      | 10.      |
| 11.  | 1  | Jake Dennis            | Andretti  | N/A      | 1:14:459 | N/A      | N/A      | N/A      | 11.      |
| 12.  | 16 | Sébastien Buemi        | Envision  | 1:14:367 | N/A      | N/A      | N/A      | N/A      | 12.      |
| 13.  | 21 | Nyck de Vries          | Mahindra  | N/A      | 1:14:523 | N/A      | N/A      | N/A      | 13.      |
| 14.  | 7  | Maximilian Günther     | Maserati  | 1:14:384 | N/A      | N/A      | N/A      | N/A      | 14.      |
| 15.  | 51 | Nico Müller            | ABT CUPRA | N/A      | 1:14:530 | N/A      | N/A      | N/A      | 15.      |
| 16.  | 11 | Lucas di Grassi        | ABT CUPRA | 1:14:384 | N/A      | N/A      | N/A      | N/A      | 16.      |
| 17.  | 3  | Sérgio Sette Câmara    | ERT       | N/A      | 1:14:580 | N/A      | N/A      | N/A      | 17.      |
| 18.  | 33 | Dan Ticktum            | ERT       | 1:14:481 | N/A      | N/A      | N/A      | N/A      | 18.      |
| 19.  | 8  | Sam Bird               | McLaren   | N/A      | 1:14:601 | N/A      | N/A      | N/A      | 19.      |
| 20.  | 18 | Jehan Daruvala         | Maserati  | 1:14:494 | N/A      | N/A      | N/A      | N/A      | 20.      |
| 21.  | 48 | Edoardo Mortara        | Mahindra  | N/A      | 1:15:006 | N/A      | N/A      | N/A      | 21.      |
| 22.  | 23 | Sacha Fenestraz        | Nissan    | 1:14:520 | N/A      | N/A      | N/A      | N/A      | 22.      |

### Futam
| Poz. | #  | Versenyző              | Csapat                           | Idő/kiesés oka | Rajthely | Pontok |
| ---- | -- | ---------------------- | -------------------------------- | -------------- | -------- | ------ |
| 1.   | 9  | Mitch Evans            | Jaguar TCS Racing                | 38:03:434      | 3.       | 25     |
| 2.   | 94 | Pascal Wehrlein        | TAG Heuer Porsche Formula E Team | + 00:796       | 4.       | 18     |
| 3.   | 37 | Nick Cassidy           | Jaguar TCS Racing                | + 01:498       | 10.      | 15     |
| 4.   | 22 | Oliver Rowland         | Nissan Formula E Team            | + 01:743       | 2.       | 12     |
| 5.   | 1  | Jake Dennis            | Andretti Formula E               | + 02:361       | 11.      | 10+1   |
| 6.   | 25 | Jean-Éric Vergne       | DS Penske                        | + 02:599       | 1.       | 8+3    |
| 7.   | 21 | Nyck de Vries          | Mahindra Racing                  | + 02:818       | 13.      | 6      |
| 8.   | 16 | Sébastien Buemi        | Envision Racing                  | + 03:610       | 12.      | 4      |
| 9.   | 2  | Stoffel Vandoorne      | DS Penske                        | + 04:095       | 8.       | 2      |
| 10   | 11 | Lucas di Grassi        | ABTCUPRA Formula E Team          | + 04:397       | 16.      | 1      |
| 11.  | 23 | Sacha Fenestraz        | Nissan Formula E Team            | + 04:791       | 22.      | N/A    |
| 12.  | 4  | Robin Frijns           | Envision Racing                  | + 05:083       | 9.       | N/A    |
| 13.  | 3  | Sérgio Sette Câmara    | ERT Formula E Team               | + 05:425       | 17       | N/A    |
| 14.  | 17 | Norman Nato            | Andretti Formula E               | + 05:793       | 7.       | N/A    |
| 15.  | 51 | Nico Müller            | ABT CUPRA Formula E Team         | + 06:178       | 15.      | N/A    |
| 16.  | 5  | Jake Hughes            | NEOM McLaren Formula E Team      | + 06:566       | 5.       | N/A    |
| 17.  | 8  | Sam Bird               | NEOM McLaren Formula E Team      | + 06:944       | 19.      | N/A    |
| 18.  | 13 | António Félix da Costa | TAG Heuer Porsche Formula E Team | + 02:165       | 6.       | N/A    |
| 19.  | 18 | Jehan Daruvala         | Maserati MSG Racing              | + 07:372       | 20.      | N/A    |
| 20.  | 33 | Dan Ticktum            | ERT Formula E Team               | + 07:688       | 18.      | N/A    |
| 21.  | 7  | Maximilian Günther     | Maserati MSG Racing              | + 03:165       | 14.      | N/A    |
|      |    |                        |                                  |                |          |        |
| Ki   | 48 | Edoardo Mortara        | Mahindra Racing                  | Technikai      | 21.      | N/A    |

## 2. verseny

### 3. szabadedzés
| Poz. | #  | Versenyző              | Csapat                           | Idő      | Különbség |
| ---- | -- | ---------------------- | -------------------------------- | -------- | --------- |
| 1    | 37 | Nick Cassidy           | Jaguar TCS Racing                | 1:13:500 | N/A       |
| 2    | 33 | Dan Ticktum            | ERT Formula E Team               | 1:13:589 | + 00:089  |
| 3    | 13 | António Félix da Costa | TAG Heuer Porsche Formula E Team | 1:13:621 | + 00:121  |
| 4    | 7  | Maximilian Günther     | Maserati MSG Racing              | 1:13:649 | + 00:149  |
| 5    | 9  | Mitch Evans            | Jaguar TCS Racing                | 1:13:666 | + 00:166  |
| 6    | 5  | Jake Hughes            | NEOM McLaren Formula E Team      | 1:13:668 | + 00:168  |
| 7    | 25 | Jean-Éric Vergne       | DS Penske                        | 1:13:682 | + 00:182  |
| 8    | 4  | Robin Frijns           | Envision Racing                  | 1:13:777 | + 00:277  |
| 9    | 2  | Stoffel Vandoorne      | DS Penske                        | 1:13:785 | + 00:285  |
| 10   | 17 | Jehan Daruvala         | Maserati MSG Racing              | 1:13:829 | + 00:329  |
| 11   | 1  | Jake Dennis            | Andretti Formula E               | 1:13:877 | + 00:377  |
| 12   | 11 | Lucas di Grassi        | ABT CUPRA Formula E Team         | 1:13:878 | + 00:378  |
| 13   | 94 | Pascal Wehrlein        | TAG Heuer Porsche Formula E Team | 1:13:926 | + 00:426  |
| 14   | 22 | Oliver Rowland         | Nissan Formula E Team            | 1:13:942 | + 00:442  |
| 15   | 16 | Sébastien Buemi        | Envision Racing                  | 1:13:947 | + 00:447  |
| 16   | 3  | Sérgio Sette Câmara    | ERT Formula E Team               | 1:13:987 | + 00:487  |
| 17   | 51 | Nico Müller            | ABT CUPRA Formula E Team         | 1:14:038 | + 00:538  |
| 18   | 21 | Nyck de Vries          | Mahindra Racing                  | 1:14:138 | + 00:638  |
| 19   | 48 | Edoardo Mortara        | Mahindra Racing                  | 1:14:320 | + 00:820  |
| 20   | 8  | Sam Bird               | NEOM McLaren Formula E Team      | 1:14:491 | + 00:991  |
| 21   | 23 | Sacha Fenestraz        | Nissan Formula E Team            | 1:14:529 | + 01:029  |
| 22   | 17 | Norman Nato            | Andretti Formula E               | 1:14:832 | + 01:332  |

### Időmérő

#### Csoportkör

##### A csoport
| Poz. | #  | Versenyző          | Csapat                | Idő      | Különbség |
| ---- | -- | ------------------ | --------------------- | -------- | --------- |
| 1    | 22 | Oliver Rowland     | Nissan Formula E Team | 1:14:629 | N/A       |
| 2    | 2  | Stoffel Vandoorne  | DS Penske             | 1:14:642 | + 00:013  |
| 3    | 37 | Nick Cassidy       | Jaguar TCS Racing     | 1:14:650 | + 00:021  |
| 4    | 21 | Nyck de Vries      | Mahindra Racing       | 1:14:654 | + 00:025  |
|      |    |                    |                       |          |           |
| 5    | 7  | Maximilian Günther | Maserati MSG Racing   | 1:14:672 | + 00:043  |
| 6    | 23 | Sacha Fenestraz    | Nissan Formula E Team | 1:14:735 | + 00:106  |
| 7    | 1  | Jake Dennis        | Andretti Formula E    | 1:14:771 | + 00:142  |
| 8    | 18 | Jehan Daruvala     | Maserati MSG Racing   | 1:14:792 | + 00:163  |
| 9    | 33 | Dan Ticktum        | ERT Formula E Team    | 1:14:809 | + 00:180  |
| 10   | 4  | Robin Frijns       | Envision Racing       | 1:14:944 | + 00:315  |
| 11   | 16 | Sébastien Buemi    | Envision Racing       | 1:14:949 | + 00:320  |

##### B csoport
| Poz. | #  | Versenyző              | Csapat                           | Idő      | Különbség |
| ---- | -- | ---------------------- | -------------------------------- | -------- | --------- |
| 1    | 5  | Jake Hughes            | NEOM McLaren Formula E Team      | 1:14:308 | N/A       |
| 2    | 13 | António Félix da Costa | TAG Heuer Porsche Formula E Team | 1:14:536 | + 00:228  |
| 3    | 9  | Mitch Evans            | Jaguar TCS Racing                | 1:14:585 | + 00:277  |
| 4    | 17 | Norman Nato            | Andretti Gormula E               | 1:14:618 | + 00:310  |
|      |    |                        |                                  |          |           |
| 5    | 25 | Jean-Éric Vergne       | DS Penske                        | 1:14:631 | + 00:323  |
| 6    | 8  | Sam Bird               | NEOM McLaren Formula E Team      | 1:14:725 | + 00:417  |
| 7    | 94 | Pascal Wehrlein        | TAG Heuer Porsche Formula E Team | 1:14:732 | + 00:424  |
| 8    | 3  | Sérgio Sette Câmara    | ERT Formula E Team               | 1:14:771 | + 00:463  |
| 9    | 51 | Nico Müller            | ABT CUPRA Formula E Team         | 1:14:832 | + 00:524  |
| 10   | 11 | Lucas di Grassi        | ABT CUPRA Formula E Team         | 1:14:865 | + 00:557  |
| 11   | 48 | Edoardo Mortara        | Mahindra Racing                  | 1:14:877 | + 00:569  |

#### Párbaj
|  | Negyeddöntő | Negyeddöntő            | Negyeddöntő            |                   |  | Középdöntő | Középdöntő | Középdöntő |  |  | Döntő | Döntő | Döntő |  |
|  |             |                        |                        |                   |  |            |            |            |  |  |       |       |       |  |
|  | A2          | Stoffel Vandoorne      | Stoffel Vandoorne      |                   |  |            |            |            |  |  |       |       |       |  |
|  | A2          | Stoffel Vandoorne      | Stoffel Vandoorne      |                   |  |            |            |            |  |  |       |       |       |  |
|  | A3          | Nick Cassidy           | Nick Cassidy           |                   |  |            |            |            |  |  |       |       |       |  |
|  | A3          | Nick Cassidy           | Nick Cassidy           | Stoffel Vandoorne |  |            |            |            |  |  |       |       |       |  |
|  |             |                        |                        |                   |  |            |            |            |  |  |       |       |       |  |
|  |             |                        | Nyck de Vries          |                   |  |            |            |            |  |  |       |       |       |  |
|  | A1          | Nyck de Vries          | Nyck de Vries          |                   |  |            |            |            |  |  |       |       |       |  |
|  | A1          | Nyck de Vries          | Nyck de Vries          |                   |  |            |            |            |  |  |       |       |       |  |
|  | A4          | Oliver Rowland         | Oliver Rowland         |                   |  |            |            |            |  |  |       |       |       |  |
|  | A4          | Oliver Rowland         | Oliver Rowland         | Jake Hughes       |  |            |            |            |  |  |       |       |       |  |
|  |             |                        |                        |                   |  |            |            |            |  |  |       |       |       |  |
|  |             |                        | Stoffel Vandoorne      |                   |  |            |            |            |  |  |       |       |       |  |
|  | B2          | António Félix da Costa | António Félix da Costa |                   |  |            |            |            |  |  |       |       |       |  |
|  | B2          | António Félix da Costa | António Félix da Costa |                   |  |            |            |            |  |  |       |       |       |  |
|  | B3          | Mitch Evans            | Mitch Evans            |                   |  |            |            |            |  |  |       |       |       |  |
|  | B3          | Mitch Evans            | Mitch Evans            | Jake Hughes       |  |            |            |            |  |  |       |       |       |  |
|  |             |                        |                        |                   |  |            |            |            |  |  |       |       |       |  |
|  |             |                        | António Félix da Costa |                   |  |            |            |            |  |  |       |       |       |  |
|  | B1          | Jake Hughes            | Jake Hughes            |                   |  |            |            |            |  |  |       |       |       |  |
|  | B1          | Jake Hughes            | Jake Hughes            |                   |  |            |            |            |  |  |       |       |       |  |
|  | B4          | Norman Nato            | Norman Nato            |                   |  |            |            |            |  |  |       |       |       |  |

#### Időmérő eredményének összefoglalója
| Poz. | #  | Versenyző              | Csapat    | A        | B        | ND       | KD       | D        | Rajtrács |
| ---- | -- | ---------------------- | --------- | -------- | -------- | -------- | -------- | -------- | -------- |
| 1.   | 5  | Jake Hughes            | McLaren   | N/A      | 1:14:308 | 1:13:836 | 1:13:846 | 1:13:921 | 1.       |
| 2.   | 2  | Stoffel Vandoorne      | DS Penske | 1:14:642 | N/A      | 1:13:666 | 1:13:854 | 1:13:922 | 2.       |
| 3.   | 13 | António Félix da Costa | Porsche   | N/A      | 1:14:536 | 1:13:752 | 1:13:980 | N/A      | 3.       |
| 4.   | 21 | Nyck de Vries          | Mahindra  | 1:14:654 | N/A      | 1:13:817 | 1:14:080 | N/A      | 4.       |
| 5.   | 37 | Nick Cassidy           | Jaguar    | 1:14:650 | N/A      | 1:13:672 | N/A      | N/A      | 5.       |
| 6.   | 9  | Mitch Evans            | Jaguar    | N/A      | 1:14:585 | 1:13:888 | N/A      | N/A      | 6.       |
| 7.   | 17 | Norman Nato            | Andretti  | N/A      | 1:14:618 | 1:13:909 | N/A      | N/A      | 7.       |
| 8.   | 22 | Oliver Rowland         | Nissan    | 1:14:629 | N/A      | 1:14:009 | N/A      | N/A      | 8.       |
| 9.   | 25 | Jean-Éric Vergne       | DS Penske | N/A      | 1:14:631 | N/A      | N/A      | N/A      | 9.       |
| 10.  | 7  | Maximilian Günther     | Maserati  | 1:14:672 | N/A      | N/A      | N/A      | N/A      | 10.      |
| 11.  | 5  | Sam Bird               | McLaren   | N/A      | 1:14:725 | N/A      | N/A      | N/A      | 11.      |
| 12.  | 23 | Sacha Fenestraz        | Nissan    | 1:14:735 | N/A      | N/A      | N/A      | N/A      | 12.      |
| 13.  | 94 | Pascal Wehrlein        | Porsche   | N/A      | 1:14:732 | N/A      | N/A      | N/A      | 13.      |
| 14.  | 1  | Jake Dennis            | Andretti  | 1:14:771 | N/A      | N/A      | N/A      | N/A      | 14.      |
| 15.  | 3  | Sérgio Sette Câmara    | ERT       | N/A      | 1:14:771 | N/A      | N/A      | N/A      | 15.      |
| 16.  | 18 | Jehan Daruvala         | Maserati  | 1:14:792 | N/A      | N/A      | N/A      | N/A      | 16.      |
| 17.  | 51 | Nico Müller            | ABT CUPRA | N/A      | 1:14:832 | N/A      | N/A      | N/A      | 17.      |
| 18.  | 33 | Dan Ticktum            | ERT       | 1:14:809 | N/A      | N/A      | N/A      | N/A      | 18.      |
| 19.  | 11 | Lucas di Grassi        | ABT CUPRA | N/A      | 1:14:865 | N/A      | N/A      | N/A      | 19.      |
| 20.  | 4  | Robin Frijns           | Envision  | 1:14:944 | N/A      | N/A      | N/A      | N/A      | 20.      |
| 21.  | 48 | Edoardo Mortara        | Mahindra  | N/A      | 1:14:877 | N/A      | N/A      | N/A      | 21.      |
| 22.  | 16 | Sébastien Buemi        | Envision  | 1:14:949 | N/A      | N/A      | N/A      | N/A      | 22.      |

### Futam
| Poz. | #  | Versenyző              | Csapat                           | Idő/kiesés oka | Rajthely | Pontok |
| ---- | -- | ---------------------- | -------------------------------- | -------------- | -------- | ------ |
| 1.   | 13 | António Félix da Costa | TAG Heuer Porsche Formula E Team | 36:04:600      | 3.       | 25     |
| 2.   | 5  | Jake Hughes            | NEOM McLaren Formula E Team      | + 00:612       | 1.       | 18+3   |
| 3.   | 17 | Norman Nato            | Andretti Formula E               | + 01:122       | 7.       | 15+1   |
| 4.   | 37 | Nick Cassidy           | Jaguar TCS Racing                | + 02:215       | 5.       | 12     |
| 5.   | 9  | Mitch Evans            | Jaguar TCS Racing                | + 03:167       | 6.       | 10     |
| 6.   | 2  | Stoffel Vandoorne      | DS Penske                        | + 03:861       | 2.       | 8      |
| 7.   | 25 | Jean-Éric Vergne       | DS Penske                        | + 0:04:374     | 9.       | 6      |
| 8.   | 7  | Maximilian Günther     | Maserati MSG Racing              | + 05:077       | 10.      | 4      |
| 9.   | 4  | Robin Frijns           | Envision Racing                  | + 07:846       | 20.      | 2      |
| 10.  | 22 | Oliver Rowland         | Nissan Formula E Team            | + 08:840       | 8.       | 1      |
| 11.  | 1  | Jake Dennis            | Andretti Formula E               | + 09:634       | 14.      | N/A    |
| 12.  | 16 | Sébastien Buemi        | Envision Racing                  | + 10:143       | 22.      | N/A    |
| 13.  | 48 | Edoardo Mortara        | Mahindra Racing                  | + 11:423       | 21.      | N/A    |
| 14.  | 23 | Sacha Fenestraz        | Nissan Formula E Team            | + 12:280       | 12.      | N/A    |
| 15.  | 51 | Nico Müller            | ABT CUPRA Formula E Team         | + 12:751       | 17.      | N/A    |
| 16.  | 21 | Nyck de Vries          | Mahindra Racing                  | + 13:102       | 4.       | N/A    |
| 17.  | 18 | Jehan Daruvala         | Maserati MSG Racing              | + 15:973       | 16.      | N/A    |
| 18.  | 3  | Sérgio Sette Câmara    | ERT Formula E Team               | + 16:419       | 15.      | N/A    |
| 19.  | 11 | Lucas di Grassi        | ABT CUPRA Formula E Team         | + 50:057       | 19.      | N/A    |
| 20.  | 94 | Pascal Wehrlein        | TAG Heuer Porsche Formula E Team | + 1:01:675     | 13.      | N/A    |
| 21.  | 33 | Dan Ticktum            | ERT Formula E Team               | + 1:24:415     | 18.      | N/A    |
| Ki   | 8  | Sam Bird               | NEOM McLaren Formula E Team      | Baleset        | 11.      | N/A    |